# بيل دبليو.
بيل دبليو. (بالإنجليزية: Bill W.)‏ هو عسكري أمريكي، ولد في 26 نوفمبر 1895 في دورست في الولايات المتحدة، وتوفي في 24 يناير 1971 في ميامي في الولايات المتحدة بسبب نفاخ رئوي.

## وصلات خارجية
- بيل دبليو. على موقع IMDb (الإنجليزية)
- بيل دبليو. على موقع ميوزك برينز (الإنجليزية)
- بيل دبليو. على موقع ميوزك برينز (الإنجليزية)
- بيل دبليو. على موقع إن إن دي بي (الإنجليزية)